# Blackout (álbum de Marcelo Nova)
Blackout é o terceiro álbum de estúdio do cantor e compositor brasileiro Marcelo Nova, lançado em setembro de 1991 e com gravações realizadas no inverno do mesmo ano, nos Estúdios Gravodisc.

## Antecedentes
Após o lançamento do segundo disco da sua carreira solo, A Panela do Diabo - junto com Raul Seixas, Marcelo Nova começou a fazer shows com a sua banda. Entretanto, no início de 1990, o novo presidente da república assumiu e lançou um plano de combate à inflação que previa o congelamento de preços e o "confisco" dos depósitos bancários. Com isso, todos os shows que estavam agendados por Marcelo foram cancelados pelos contratantes. Então, para que fosse possível continuar trabalhando com shows, Marcelo decidiu que precisava cortar custos, possibilitando que os produtores de shows contratassem suas apresentações. Desse modo, Marcelo recrutou apenas João Chaves (o Johnny Boy) - que era multi-instrumentista e já fazia parte da sua banda desde 1988 - e passou a excursionar tocando apenas com dois violões, na turnê O Último dos Moicanos. O conceito foi bem-sucedido e realizaram diversas apresentações. Assim, quando a MTV Brasil resolveu realizar uma versão nacional do programa MTV Unplugged, da matriz estadunidense, chamou Marcelo para fazer um programa piloto do Acústico MTV, não pretendendo lançá-lo como álbum ao vivo ou álbum de vídeo.

## Gravação e produção
Ao pesquisar por artistas que tivessem gravado no formato, Nova não conseguiu encontrar nada no universo do rock, do blues e do jazz. Assim, decidiu que seria "a sua própria cobaia". Desse modo, Marcelo interrompe a turnê em maio de 1991 e entra nos Estúdios Gravodisc onde passa a gravar, durante o inverno daquele ano, as canções que fariam parte do disco. Para isso, recruta novamente a sua banda - a Envergadura Moral - com o acréscimo do guitarrista André Christovam que tinha entre as suas especialidades tocar diversas espécies de violão. Quando entraram em estúdio, depararam-se com outra dificuldade: a equipe técnica não fazia ideia de como gravar o som que eles queriam, dizendo que só conseguiriam tirar uma sonoridade de música sertaneja com os instrumentos acústicos. Por exemplo, tinham dúvidas sobre como microfonar o baixo acústico para que soasse com o timbre correto. A solução foi Marcelo assumir a produção e a equipe toda passar muitas horas no estúdio testando alternativas até chegarem no som que a banda queria. Logo, nesse tempo todo, a banda resolveu experimentar com instrumentos e sonoridades diferentes, aproveitando a habilidade de Johnny Boy em tocar diversos instrumentos. Assim, no disco temos violões dobro, bandolim, acordeon e harmônica.

## Resenha musical
O álbum abre com "Deixe Eu Por meu Carro", qualificada por Sérgio Sá Leitão como "o novo Rock das 'Aranha'". O disco conta ainda com dois covers: Maluco Beleza, de Raul Seixas, e Summertime Blues, de Eddie Cochran.

## Recepção

### Lançamento e promoção
O álbum foi lançado em setembro de 1991 - em LP, fita cassete e CD - pela gravadora GEL, através do selo Continental. Para a promoção foi lançado um single com "Robocop", além da reprise do programa piloto do Acústico MTV ter sido reprisado diversas vezes pela rede de TV brasileira.

### Fortuna crítica
| Críticas profissionais  | Críticas profissionais |
| Avaliações da crítica   | Avaliações da crítica  |
| Fonte                   | Avaliação              |
| ----------------------- | ---------------------- |
| Folha de S.Paulo (1991) | Favorável              |

Sérgio Sá Leitão, escrevendo resenha crítica para o diário paulistano Folha de S.Paulo, vê neste álbum um tributo a Raul Seixas, acreditando que Marcelo Nova incorpora o seu amigo nas canções do disco. Ainda assim, ele escreve que o resultado é imensamente favorável, chamando o disco de "a obra cool de nova" e elogiando-o ter estilo e, sendo um verdadeiro "rocker", nadar contra a corrente mercadológica da indústria do entretenimento brasileira.

## Faixas
| Lado A |                          |                                                  |         |  |
| N.º    | Título                   | Compositor(es)                                   | Duração |  |
| 1.     | "Deixe Eu Por meu Carro" | Marcelo Nova                                     | 3:53    |  |
| 2.     | "Muito além do Jardim"   | Marcelo Nova                                     | 4:03    |  |
| 3.     | "O Que Você Quer?"       | André Christovam / Marcelo Nova                  | 5:32    |  |
| 4.     | "Maluco Beleza"          | Cláudio Roberto Andrade de Azevedo / Raul Seixas | 3:45    |  |
| 5.     | "Sexo Blues"             | Marcelo Nova                                     | 3:03    |  |

| Lado B         |                        |                |         |  |
| N.º            | Título                 | Compositor(es) | Duração |  |
| 1.             | "Noite"                | Marcelo Nova   | 5:37    |  |
| 2.             | "Aporrinhado Terminal" | Marcelo Nova   | 3:21    |  |
| 3.             | "Fogo do Inferno"      | Marcelo Nova   | 3:12    |  |
| 4.             | "Robocop"              | Marcelo Nova   | 5:33    |  |
| Duração total: | Duração total:         | Duração total: | 37:59   |  |

| Faixa bônus da edição em CD |                    |                                |         |  |
| N.º                         | Título             | Compositor(es)                 | Duração |  |
| 1.                          | "Summertime Blues" | Eddie Cochran / Jerry Capehart | 2:49    |  |
| Duração total:              | Duração total:     | Duração total:                 | 40:48   |  |

## Créditos
Créditos dados pelo Discogs, pelo IMMUB e pela página oficial do artista.

### Músicos

#### Envergadura Moral
- Marcelo Nova: Vocal e violão
- André Christovam: Violões, dobro e bandolim
- João Chaves, o Johnny Boy: Piano, violões, dobro, acordeon e harmônica
- Carlos Alberto Calazans: contrabaixo
- Franklin Paolillo: bateria e percussão

### Ficha técnica
- Direção artística: Matheus Nazareth
- Gerencia artística: Mauro Almeida
- Produção: Marcelo Nova
- Arregimentação: César Ricardo
- Técnicos de gravação: Elcio Alvarez Filho, Carlos José da Silva, Aquilino S. Filho, Carlos Vilaça e Orlando Ribeiro
- Assistente de estúdio: Marcelo Machado, Josiel R. da Silva e Marcel Jardim
- Mixagem: Elcio Alvarez Filho
- Edição: Edson Marques e Leonel M. Gualassi
- Corte: Milton Araujo e Paulo Mendes
- Direção de arte: Toshio H. Yamasaki
- Produção gráfica: Luiz Cordeiro
- Assistente de arte: Antonio Deliper
- Capa e fotos: Inez Silva